# Dammen (Örsjö socken, Småland)
Dammen är en sjö i Nybro kommun i Småland och ingår i Hagbyåns huvudavrinningsområde.